# Windows Package Manager
Windows Package Manager, winget – wolne i otwarte oprogramowanie, menadżer pakietów dla systemu Windows 10.
Pozwala instalować oprogramowanie z wiersza poleceń podobnie do odpowiedników w systemach z rodziny Linux.
Pierwsze informacje o tym systemie zarządzania pakietami pochodzą z początku maja 2020 roku, jednak oficjalnie został zaprezentowany przez Microsoft na ich blogu 19 maja 2020 roku.